# Cimahi
Cimahi – miasto w Indonezji na Jawie w prowincji Jawa Zachodnia w zespole miejskim Bandung; 378 tys. mieszkańców (2005). Funkcje gł. mieszkaniowe.
Prawa miejskie w 1887 r. Od czasów panowania holenderskiego jest tu ważna baza wojskowa oraz szkoła wojskowa, tereny zajęte przez armię ograniczają rozwój miasta Bandung w kierunku zachodnim. 